# Historia de la provincia de Córdoba (Argentina)

Bandera de la Provincia de Córdoba.

Córdoba es una de las 23 provincias que componen la República Argentina. Se halla ubicada la región central del país, en donde forma parte de la región pampeana. Limita al sur con la provincia de La Pampa, al sureste con la provincia de Buenos Aires, al este con la Provincia de Santa Fe, al norte con la Provincia de Santiago del Estero, al noroeste con provincia de Catamarca y al este con las provincias de La Rioja y San Luis. La capital provincial es homónima.

## Pueblos originarios
Se conoce que la presencia humana sobre el territorio de la actual Provincia de Córdoba data al menos de 11.000 años. Dentro de este periodo, pueden diferenciarse etapas y grupos humanos.
Previa a la llegada de los conquistadores españoles en el siglo XVI, la región serrana de esta provincia estaba habitada por los comechingones, el área pampeana se encontraba habitada por los het o antiguos pampas y el noreste por los sanavirones. Por su parte, en el noroeste se encontraban los olongastas, una parcialidad de los diaguitas, mientras que por las orillas del río Carcarañá se encontraba la etnia epónima, muy influida culturalmente por los guaraníes.
Los pueblos originarios a la llegada de los españoles son descritos por Jerónimo Luis de Cabrera. En las serranías y valles cordobeses existían más de 600 pueblos con 30.000 habitantes nativos. Vestían con cueros labrados y camisetas de lana tejidas con chaquiras. Criaban mucho ganado lanar. Habitaban en pequeños pueblos, muy cerca unos de otros, que reunían una parcialidad o parentela. Estos poblados eran "redondos" y cercados con cardones y arboledas espinosas. Las casas eran grandes, y la mitad de su altura estaba bajo tierra, para protegerse del frío a falta de madera. Los nativos eran "grandes labradores", que sembraban las tierras aprovechables, y "gente que no se embriaga". Se encontraron entre ellos bastantes objetos de oro y plata.

## Llegada española
Diego de Rojas fue, en 1543, el primer español que exploró el área de las sierras de Córdoba. Partió de Cuzco con un contingente de 300 hombres, con la misión de descubrir una provincia entre Chile y el Río de la Plata, enfrentando una feroz resistencia de los comechingones en su camino. Rojas murió por el ataque de una flecha, y la expedición regresó, ya diezmada, bajo el mando de Francisco de Mendoza.[cita requerida]

## Virreinato del Perú
Desde la creación del virreinato del Perú por real cédula del 1 de marzo de 1543, la región del Tucumán quedó integrada en él, incluyendo a la actual Córdoba. La Provincia del Tucumán, Juríes y Diaguitas fue creada en 1564, siendo su primer gobernador Francisco de Aguirre con sede en Santiago del Estero. Con la creación de la Gobernación del Tucumán en 1566 y del Obispado del Tucumán en 1570, esta región empezó a cobrar importancia.
El 6 de julio de 1573 Jerónimo Luis de Cabrera fundó la ciudad de Córdoba de La Nueva Andalucía, a orillas del río Suquía, en un sitio llamado Quizquizacate por los lugareños ("Encuentro de los ríos" en idioma sanavirón). El nombre dado por Cabrera a la ciudad es un homenaje a su mujer, Doña Luisa Martel de los Ríos, cuya familia provenía de la provincia española de Córdoba en la comunidad de Andalucía. Cabrera buscaba dos objetivos: uno de ellos era disponer de una salida a "La Mar del Nord", es decir al Océano Atlántico, ya que creyó que la Laguna de Mar Chiquita era una bahía de este océano; y también intentó fundar una ciudad a orillas del río Paraná.; y el segundo de los objetivos era la fabulosa Ciudad de Los Césares, y por esto desobedeció las órdenes del virrey del Perú y fundó la ciudad de Córdoba al sur de la jurisdicción que se le asignara. Dicha desobediencia motivó que Cabrera fuera decapitado en la ciudad de Lima, en Perú el 17 de agosto de 1574.
En 1622 se creó la Aduana Seca de Córdoba con la intención de impedir el contrabando de la plata y oro obtenidos del Noroeste y del Alto Perú, así como de regiones serranas (por ejemplo de las minas de oro de La Carolina (San Luis)),  y exportados ilegalmente por el puerto de Buenos Aires.
Hasta 1620 Córdoba había sido solo una plaza de venta de esclavos, luego del descenso de la población indígena, los esclavos tomaron su lugar en la producción. Durante la segunda mitad del siglo XVII las guerras calchaquíes y las incursiones en la región del Chaco proporcionaron nuevos contingentes de familias indígenas (quilmes, mocovies y tobas) que fueron encargados en encomienda a los vecinos. Los cambios producidos generaron sin duda una campaña multiétnica que paulatinamente fue sufriendo un proceso de mestizaje con el aumento vegetativo de la población. Según el primer censo de 1778 la región de córdoba (ciudad y campaña) registraba 44.506 habitantes, de los cuales el 35% de la población era española o blanca y el otro 65% estaba constituido por castas (negros, mulatos, indios, mestizos, zambos).El 16% de la población se concentraba en la ciudad mientras el 84% se localizaba en áreas rurales.  A partir de esa época, y en gran medida debido a la mixogénesis por la cual los varones de la casta dominante "blanca" tenían descendencia con mujeres de su mismo linaje o con las de las otras "castas" comenzó el predominio de la población gaucha en las áreas rurales (tener en cuenta que en esa época más del 90% del territorio de las provincias era rural).

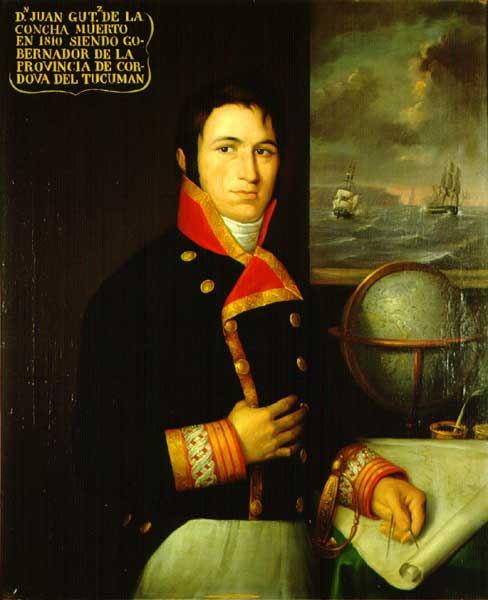
Juan Gutiérrez de la Concha, gobernador de Córdoba en 1806.

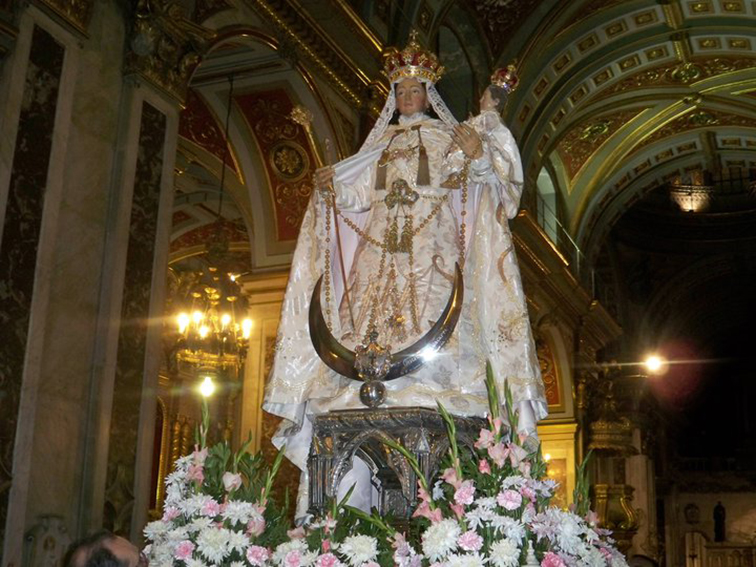
Virgen del Rosario del Milagro, también llamada "La Negrita" es la patrona de la provincia de Córdoba.

## Virreinato del Río de la Plata
En 1776, dado que formaba parte de la Gobernación del Tucumán, pasó a integrar el recién creado Virreinato del Río de la Plata. La región contaba por entonces con 20.000 habitantes.
Al subdividirse administrativamente el virreinato del Río de la Plata, conforme a la Real Ordenanza de Intendentes del 28 de enero de 1782, la actual provincia de Córdoba quedó ubicada dentro de la Gobernación Intendencia de San Miguel de Tucumán. La Real Cédula del 5 de agosto de 1783, suprimió la Gobernación Intendencia del Tucumán, con lo cual Tucumán junto con Catamarca, Santiago del Estero, Jujuy, Salta, Tarija y la Puna de Atacama, pasó a integrar la nueva Gobernación Intendencia de Salta del Tucumán, con sede gubernativa en Salta (desde 1792). Mientras el resto del territorio formó la Gobernación Intendencia de Córdoba del Tucumán que incluía a Córdoba, San Luis, Mendoza, San Juan y La Rioja.
Su primer gobernador intendente fue el marqués Rafael de Sobremonte, quien más adelante sería virrey del virreinato del Río de la Plata.
La Villa de la Concepción del Río Cuarto fue fundada el 11 de noviembre de 1786 por orden de Rafael de Sobremonte, por entonces Gobernador Intendente de Córdoba del Tucumán. El 19 de marzo de 1798 quedó instalado el Cabildo.
El desarrollo de la provincia en estos tiempos se vio favorecido por los franciscanos y los jesuitas, que buscaban evangelizar a los nativos del lugar. Construyeron estancias, templos, edificios, y desarrollaron un sistema cultural, religioso, educativo y político. En 1613 fundaron la primera universidad de Argentina, en la actualidad la Universidad Nacional de Córdoba. El Camino de las Estancias Jesuíticas y la Manzana Jesuítica fueron de una importancia tal que fueron declarados Patrimonio de la Humanidad por la Unesco en el año 2000.
En 1774 el cambio del cura  en la capilla de Pocho enfrentó a las autoridades obispales con José de Isasa y José de Tordesillas, dos personas influyentes del lugar. El obispo amenazó con recurrir al Tribunal del Santo Oficio, mientras que Isasa armó a doscientos hombres para marchar sobre Córdoba y hacer valer sus razones. Estos desistieron de su propósito antes de cruzar el río Primero o Suquía y la situación se resolvió pacíficamente.
En 1776, dado que formaba parte de la Gobernación del Tucumán, pasó a integrar el recién creado Virreinato del Río de la Plata. La ciudad argentina de Córdoba por su ubicación geográfica casi en el centro del Cono Sur fue el nudo de comunicaciones terrestres entre los territorios españoles ubicados al sureste con el Río de la Plata y por lo mismo su salida al océano Atlántico, al oeste con la capitanía General de Chile que era la salida al océano Pacífico y al norte con el Alto Perú por este motivo la región que en el siglo XVIII era correspondiente a la actual provincia argentina de Córdoba contaba por entonces con 20 000 habitantes.
Al subdividirse administrativamente el virreinato del Río de la Plata, conforme a la Real Ordenanza de Intendentes del 28 de enero de 1782, la actual provincia de Córdoba quedó ubicada dentro de la Gobernación Intendencia de San Miguel de Tucumán. La Real Cédula del 5 de agosto de 1783, suprimió la Gobernación Intendencia del Tucumán, con lo cual Tucumán junto con Catamarca, Santiago del Estero, Jujuy, Salta, Tarija y la Puna de Atacama, pasó a integrar la nueva Gobernación Intendencia de Salta del Tucumán, con sede gubernativa en Salta (desde 1792). Mientras el resto del territorio formó la Gobernación Intendencia de Córdoba del Tucumán que incluía a Córdoba, San Luis, Mendoza, San Juan y La Rioja.
Su primer gobernador intendente fue el marqués Rafael de Sobremonte, quien más adelante sería virrey del virreinato del Río de la Plata.
La Villa de la Concepción del Río Cuarto fue fundada el 11 de noviembre de 1786 por orden de Rafael de Sobremonte, por entonces Gobernador Intendente de Córdoba del Tucumán. El 19 de marzo de 1798 quedó instalado el Cabildo.

## sigloXIX
En año 1806 tuvieron lugar las Invasiones Inglesas al Río de la Plata, en las cuales gran parte de la Banda Oriental y de la provincia de Buenos Aires quedaron bajo ocupación del Reino Unido. El 27 de junio la ciudad de Buenos Aires se rindió a los británicos, mientras que el virrey Rafael de Sobremonte se retiró hasta la ciudad de Córdoba junto a unos centenares de milicianos. El 14 de julio siguiente Sobremonte nombró a la ciudad de Córdoba capital provisional del virreinato, llamando a desoír cualquier orden proveniente de Buenos Aires mientras estuviera ocupada. Desde Córdoba Sobremonte comenzó a reunir fuerzas para expulsar a los británicos, a las cuales se sumó la población porteña. La ocupación británica fue expulsada por las fuerzas de Santiago de Liniers, habiendo también contingentes al mando del cordobés Juan Bautista Bustos. Al final de la guerra Liniers sería aclamado popularmente y elegido como gobernante en lugar de Sobremonte, que se trasladaría a la Banda Oriental y luego sería depuesto como virrey, lo cual impulsaría los movimientos independentistas.

### Revolución de Mayo
Al producirse la Revolución de Mayo el 25 de mayo de 1810, Córdoba fue el bastión inicial de la oposición realista liderada por Santiago de Liniers que organizó una contrarrevolución, aunque la población en general respaldaba a la revolución, lo cual llevaba a que el poder de su ejército se viera minado por deserciones y sabotajes. Desde Buenos Aires y Santa Fe se enviaron tropas que acabarían derrotando y fusilando a casi todos los cabecillas en un sitio a orillas del ramal principal del Camino Real llamado Cabeza de Tigre cercano al fortín y posta de Cruz Alta. La lápida de los ajusticiados leía Clamor, en referencia a las letras iniciales de los apellidos de los fusilados: Concha, Liniers, Allende, Moreno, Orellana y Rodríguez. Sin embargo, a pesar de ser mencionado en la lápida Orellana no fue fusilado sino que se respetó su vida por su condición de obispo.

### Organización nacional
En 1813 se creó la Intendencia de Cuyo y el general José de San Martín asumió el cargo de Gobernador, separándose del control cordobés, Mendoza, San Juan y San Luis. Aunque San Martín tenía como sede de gobierno para la provincia de Cuyo la ciudad de Mendoza, debido a sus problemas de salud, frecuentemente residía en la provincia de Córdoba, lo mismo que su esposa Remedios de Escalada y la hija de ambos, Mercedes.
En 1814 el gobernador José Javier Díaz integró Córdoba a la Liga del los Pueblos Libres como provincia federada. La Rioja, que formaba parte de la Intendencia de Córdoba del Tucumán, desconoció esta acción del gobernador manteniéndose temporalmente en forma autónoma. El 15 de diciembre de 1817 retornan al gobierno de Córdoba los partidarios (unitarios) del Directorio de Buenos Aires, volviendo La Rioja a la situación de tenencia de gobierno.
A partir de 1815 Córdoba se transforma en el centro geográfico de la contienda entre federales y unitarios; en efecto, para ese año la provincia de Córdoba es una de las constituyentes de la Unión de los Pueblos Libres (Liga Federal) que tenía como principal referente al oriental José Gervasio Artigas, sin embargo la actitud de los gobiernos federales (a diferencia de los de las otras provincias de dicha liga) cordobeses fue contemporizadora respecto al poder establecido en la ciudad de Buenos Aires, de modo que en 1816 la provincia de Córdoba participó del Congreso de Tucumán por el cual se proclamó definitivamente la independencia argentina, en efecto para tal Congreso la provincia de Córdoba envió tres diputados, los únicos federales que pudieron participar en el mismo: José Antonio Cabrera, Eduardo Pérez Bulnes y Jerónimo Salguero, sin embargo los dos primeros se negaron a continuar en el Congreso cuando este fue trasladado a Buenos Aires. Córdoba junto a los otros estados históricos eran de hecho independientes y fueron predecesores de la Argentina, así formaban la Confederación Argentina, una federación de estados independientes que finalizó cuando Córdoba y el resto cedieron sus derechos para fundar una república federal.
Después del motín de Arequito el 21 de marzo de 1820, el Cabildo de Córdoba depone al Gobernador-Intendente Dr. Manuel Antonio de Castro y declara la independencia federal de la provincia, nombrando al general Bustos, jefe de la sublevación de Arequito, gobernador de la Provincia autónoma de Córdoba.
La Rioja se separó de Córdoba el 24 de enero de 1820, el coronel mayor Francisco Ortiz de Ocampo fue elegido gobernador de esa nueva provincia.
Poco tiempo después el territorio de la provincia se transformó en campo de batalla entre los federales y la facción llamada de los unitarios, en ese período la provincia reforzó sus características paradojales, algunos de sus principales líderes se contaron entre los principales líderes de ambos bandos a escala nacional, destacándose las fuertes personalidades de Juan Bautista Bustos y la de su rival José María Paz.

### Primeras gobernaciones
En el mes de noviembre de 1813, por disposición de la Junta Central de Buenos Aires, la gobernación intendencia de Córdoba fue convertida en provincia, separándose de su jurisdicción a Mendoza, San Luis y San Juan, que pasaron a integrar la jurisdicción de Cuyo, a partir de allí los ciudadanos que se desempeñaron al frente del gobierno cordobés comienzan a recibir el título de gobernador. Desde este año, hasta 1852, Córdoba enfrentó cambios de mandatos continuos, y estos cambios de gobernadores ocurrían durante un entorno turbio en la historia Argentina en sí, generando que en casi cuarenta años pasaran 14 gobernadores.

#### Gobernadores provisionales (1813-1820)
El primer gobernador de la provincia de Córdoba fue el Brigadier Francisco Xavier de Viana que gobernó desde el 4 de junio de 1813 hasta el 1 de febrero de 1814, cuando fue promovido a secretario de Estado en el Departamento de Guerra del Director Supremo Gervasio Antonio de Posadas. Su gobierno se caracterizó por las rivalidades que surgieron entre el centralismo porteño, representado por su persona y el autonomismo provincial representado en el cabildo cordobés. Esta situación lo motivó al gobernador a crear el cargo de Jefe de Policía, que desempeñaría una persona de su confianza, encargado de mantener el orden, función que recaía en el Alguacil Mayor del Cabildo. La labor de esta persona se recompensaría con el pago de un sueldo que se obtenía del impuesto que se cobraba a las carretas que circulaban por el centro de la ciudad, siendo el primero en desempeñar el cargo el Gral. Pedro Nolasco Grimau, que además desempeñaba la función de gobernador sustituto cada vez que la máxima autoridad provincial salía de campaña al interior provincial.
El General Francisco Antonio Ortiz de Ocampo asume la gobernación el 1 de febrero de 1814, desarrollando un gobierno centralista, situación que lo llevó a tener que enfrentarse contra el General José Gervasio Artigas que se estaba imponiendo en el interior del territorio argentino. La situación volvió a los canales normales cuando éste fue nombrado gobernador intendente de La Plata el 4 de junio de 1814 y Artigas impuso al frente del gobierno cordobés a una persona bajo su protectorado.
El Coronel José Javier Díaz asumió el cargo de gobernador de Córdoba el 1 de julio de 1814 bajo el protectorado de Artigas, teniendo que hacer frente a la división que se produjo en el bando autonomista, de los cuales surgieron los autonomistas representados por el gobernador y por otro lado los artiguistas representados por el coronel Juan Pablo Bulnes, yerno de Díaz, que aspiraba a la tutela del caudillo oriental. Por esa época se recibió la invitación para enviar diputados hacia Tucumán, situación a la cual se oponía Artigas y por consiguiente Bulnes pero la cual aceptó el gobernador que acató la medida. El 18 de septiembre de 1816 Bulnes encabezó un movimiento popular que derrocó a Díaz y le permitió tomar el gobierno.
El 18 de septiembre de 1816 asumió el gobierno de manera dictatorial el Coronel Juan Pablo Bulnes y permaneció en él sólo dos días, hasta el 21 de septiembre, cuando fue detenido por fuerzas enviadas por el gobierno central de Buenos Aires que restituyó en el poder a José Javier Díaz.
Después de retornar al gobierno provincial; Díaz debió hacer frente a la situación social que no era lo de mejor, esto lo llevó a renunciar a su cargo y en su lugar fue nombrado gobernador de Córdoba Ambrosio Funes, por ser hermano del Deán Gregorio Funes, quien asumió el 19 de diciembre de 1816. Su gobierno fue provisto, por parte del Congreso de Tucumán, de facultades extraordinarias debido a la grave situación que reinaba en la provincia, debido a que Bulnes no desistía de su actitud y encabezó un nuevo levantamiento que terminó con su detención y posterior fusilamiento. La debilidad del gobernador era tan marcada que la situación la dejó al descubierto, motivo por el cual el director Supremo Martín de Pueyrredón lo destituyó del cargo.
Desde el 12 de marzo de 1817 gobernó Manuel Antonio Castro aplicando violencia para poder consolidarse en el poder, sancionado una constitución de carácter unitario que produjo un descontento general en la provincia y las montoneras federales se lanzaron y amenazaron a Buenos Aires desde todas partes.
José Javier Díaz asume en calidad de interino hasta que el 19 de enero de 1820 cuando se hace cargo efectivo, pero ante la presión que Bustos ejercía hacia la ciudad con la parte del Ejército bajo su mando, este renunció al cargo once días después, el 30 de enero de 1820, permitiendo la entrada triunfal de Juan Bautista Bustos a la ciudad de Córdoba.

#### Juan Bautista Bustos (1820-1829)

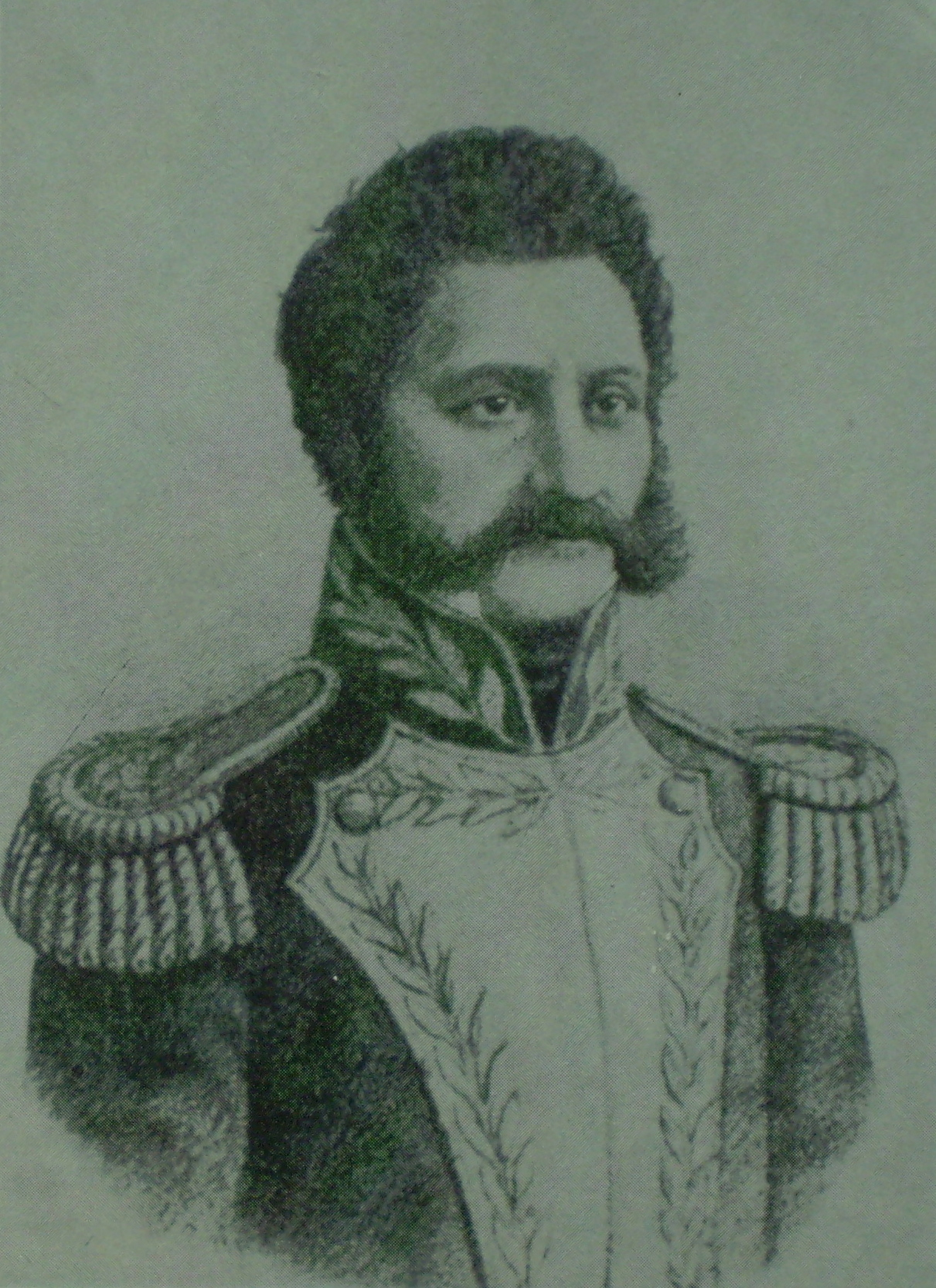
Juan Bautista Bustos.

Ingresa a Córdoba el 30 de enero de 1820 haciéndose cargo del gobierno de manera provisional hasta que fue confirmado como gobernador el 20 de marzo de ese mismo año.
El gobierno que aplicó fue sobre bases firmes tendientes a organizar la provincia.
El 30 de enero de 1821 sancionó el Reglamento Provisorio de la Provincia para el régimen de las Autoridades de Ella, considerado la primera Constitución cordobesa, donde se establecía el catolicismo como religión del Estado cordobés; el voto universal, el funcionamiento de la cámara de Representantes y de la Cámara de Senadores y el período gubernativo de cuatro años, castigos por medio de latigazos a quienes delinquían. Bustos organizó la justicia provincial y las milicias.
Fomentó la población rural creando los departamentos de Ischilín, Tercero Arriba y Sobremonte. El 14 de marzo de 1825 se convoca a los Representantes para designar nuevo gobernador, encontrándose disputando la primera magistratura contra el coronel Julián Martínez, quien le ganó por cuatro votos sobre tres, situación por la cual, al momento de tomar juramento al ganador, los seguidores de Bustos presentaron un petitorio declarando disuelta la Sala de Representantes y le encomendaron a su líder el ejercicio provisorio de los tres poderes hasta la reunión de la nueva Asamblea que tuvo lugar en el mes de abril de ese año, ratificando a Bustos para un nuevo mandato.
El segundo mandato de Bustos finalizó después de la derrota infligida por el general José María Paz y Haedo en la Batalla de San Roque el 22 de abril de 1829.

#### José María Paz

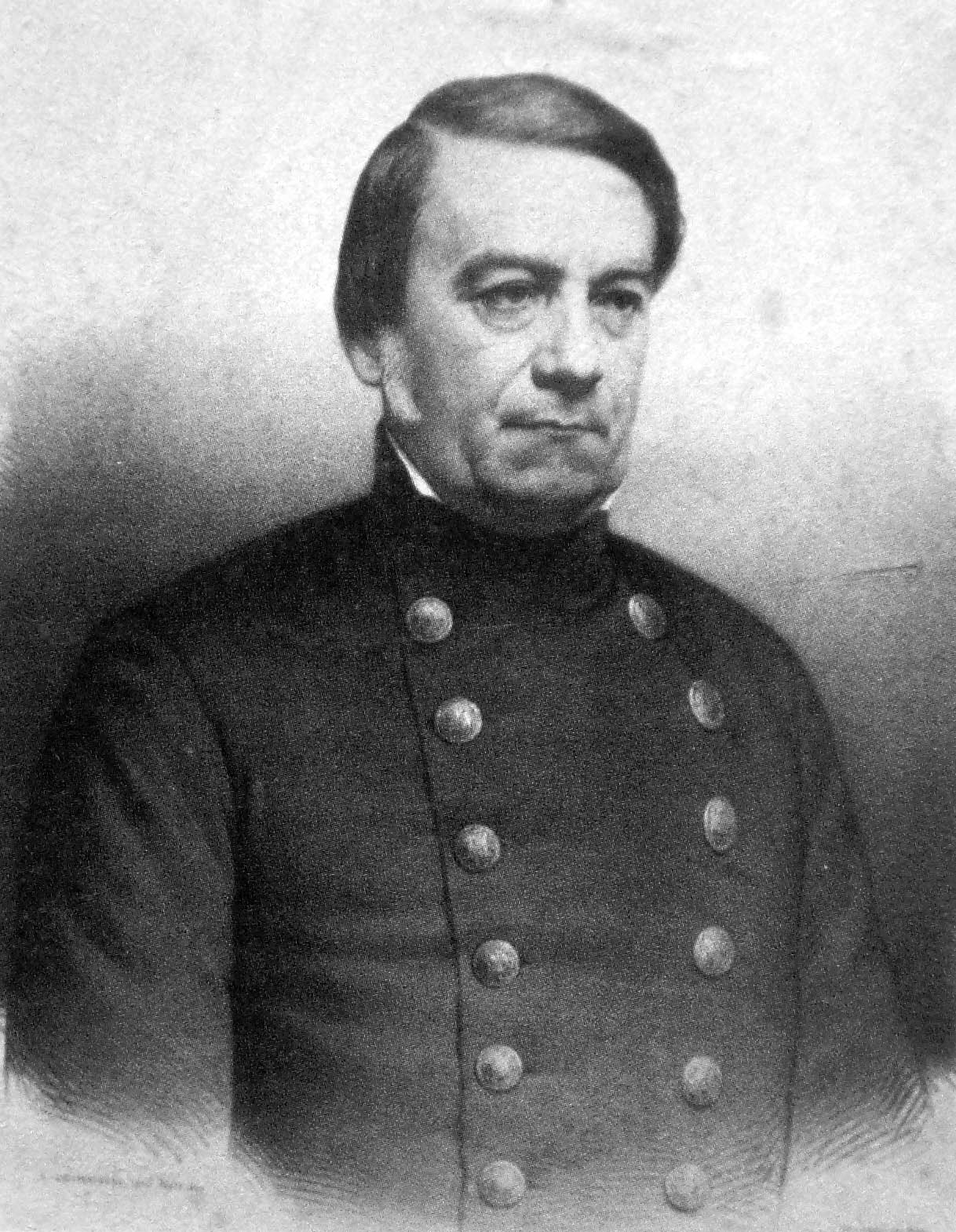
José María Paz.

El General José María Paz y Haedo se hace cargo del gobierno cordobés desde el 23 de abril de 1829. Aplicó un gobierno con mano dura teniendo que hacer frente a la inquietud que generaban los movimientos que organizaba Bustos en las afueras de la ciudad para hacerse nuevamente del poder, recibiendo el apoyo del general Facundo Quiroga que bajada desde la provincia de La Rioja azotando la zona norte de la provincia.
El 22 de junio de ese año, los bandos se enfrentaron en la Batalla de La Tablada en donde el ejército federal de Bustos y Quiroga resulta diezmado por las fuerzas unitarias del General Paz que se encontraban comandadas por los generales Juan Esteban Pedernera y Juan Pascual Pringles. Con el objeto de pacificar la zona oeste de Córdoba, donde se ubicaban focos rebeldes de seguidores de Bustos, Pedernera y Pringles avanzaron al frente de las fuerzas unitarias logrando detener a los insurgentes a quienes fusilaron y cometieron todo tipo de desmanes y abusos en nombre de la Liga Unitaria.
Ante esta situación, y tras varios ataques desde Córdoba sobre las provincias vecinas, Quiroga volvió a atacar la provincia, siendo nuevamente derrotado por Paz en la batalla de Oncativo. A esto le siguió una serie de ataques desde la provincia de Santa Fe por parte de su gobernador Estanislao López, durante los cuales el general Paz fue tomado prisionero. Las provincias vecinas cayeron rápidamente en manos federales, lo que generó la retirada del ejército unitario hacia el norte, desde donde sería finalmente expulsado. Tras un breve gobierno de Mariano Fragueiro, la provincia quedó en manos del Partido Federal.

#### Los hermanos Reynafé y el enfrentamiento con Rosas
El General José Vicente Reinafé asumió la gobernación de la Provincia el 5 de agosto de 1831, ejerciendo un gobierno compartido con sus cuatro hermanos a quien consultaba permanentemente.
Una de sus primeras medidas fue dejar sin efecto lo dispuesto por el general Paz y le devolvió a Juan Manuel de Rosas el manejo de las Relaciones Exteriores y de guerra de la Confederación Argentina. Debió afrontar con éxito dos revoluciones en su encontra encabezadas por los hijos de Bustos y el coronel Juan Pablo Bulnes (la primera) y el general José Ruiz Huidobro (la segunda). En venganza, los hermanos Reinafé ordenaron a Santos Pérez matar a Facundo Quiroga, orden que se cumplió en Barranca Yaco en febrero de 1835. A causa de esto Reinafé fue sometido a juicio y dos años después enviado a fusilar por Juan Manuel de Rosas.
Reinafé ungió como sucesor a Pedro Nolasco Rodríguez, quien solo pudo mantenerse unos pocos meses en el cargo debido a la presión de Rosas. El General Sixto Casanovas asumió el mando el 27 de octubre de 1835, después de que nadie quería hacerse cargo de la función de gobernador, pero no fue aceptado por los gobernadores federales como Rosas, Echagüe y López. Fue el encargado de capturar a Santos Pérez a quien dejó escapar y renunció a su cargo el 17 de noviembre de ese año, quedando el mando de su regimiento. El cargo sería ocupado brevemente por Andrés Avelino Aramburú y luego por Calixto María González hasta la llegada al poder de Manuel López.

#### ManuelQuebrachoLópez
El General Manuel Quebracho López arribó a la ciudad de Córdoba ese mismo día, momento en el cual la Legislatura le otorga el cargo de manera interina hasta el 30 de marzo de 1836 que es nombrado de manera titular.
Realizó varias salidas al interior provincial donde logró un tratado de paz con algunas tribus indígenas, pero masacró a una tribu que no quiso pactar y debió afrontar varios ataques de los Ranqueles. Aseguró la educación primaria obligatoria en el interior provincial y aunque las relaciones con la iglesia nunca fueron buenas permitió el ingreso de los jesuitas y les devolvió una iglesia y el colegio que tenían en la ciudad, cerré el seminario y transformó la sede en casa de gobierno. La persecución aplicada a los unitarios fue muy intensa, encarcelándolos con cualquier excusa y prohibiéndoles el ejercicio de cargos públicos, enfrentando a sus enemigos con demasiada crueldad.
El 30 de junio de 1840 asume su segundo mandato, debiendo hacer frente a la revolución encabezada por Sixto Casanovas e integrantes de la Asociación de Mayo. López partió hacia el sudeste de la provincia, a frenar una posible invasión del General Juan Lavalle, que venía desde Buenos Aires después de su fallida invasión; en ese momento avanza desde La Rioja el general Gregorio Aráoz de Lamadrid y logra tomar la ciudad el 10 de octubre de 1840 instalando en el gobierno al coronel José Francisco Álvarez. Cuando Lamadrid dirigió la retirada hacia el norte, López recupera Córdoba realiza una persecución de sus enemigos, asesinando a varios de ellos y después de la derrota de Lavalle y Lamadrid, apoyó la campaña que el General Oribe realizó sobre Santa Fe.
Durante su segundo mandato fundó el pueblo de Achiras, creó el cementerio San Jerónimo en la capital y reabrió la Casa de la Moneda, donde acuñó una escasa cantidad de dinero. En 1847 reformó la Constitución provincial dándole más poder al Ejecutivo. Expulsó a los jesuitas y sostuvo con fondos provinciales a la Iglesia y sancionó un Código Constitucional provisorio de la provincia de Córdoba.
En 1851, cuando el general Justo José de Urquiza se pronunció en contra de Rosas fusiló a varios opositores solo por sospechas y cuando se encontraba en viaje hacia la frontera con Santa Fe para ayudar a Rosas, se enteró del triunfo de Urquiza en Caseros.

#### Alejo del Carmen Guzmán
El 16 de abril de 1852, se hace cargo de la gobernación de Córdoba el Teniente General José Victorio López, dejado por su padre después de no lograr llegar a ser aceptado por Urquiza. Queriendo darle una nueva orientación al gobierno cordobés y por consejos de Bernando de Irigoyen, nombró como ministro general a Alejo Carmen. La situación social no cambió y el 27 de abril se produjo un levantamiento cívico militar encabezado por el general Ángel Pizarro, que destituyó el régimen de los López e impuso en el gobierno de la provincia a Carmen Guzmán.
El Teniente General Alejo del Carmen Guzmán fue nombrado gobernador de la provincia ese mismo día, arrestando y enjuiciando a López y su hijo, pero cuando el juzgado le confiscó sus bienes revocó la medida, debiendo hacer frente a una sublevación del mismo López.
Guzmán apoyó la política del entonces presidente Justo José de Urquiza entregando el gobierno a Roque Ferreyra en 1855 y continuando como jefe del partido federal de Córdoba.

#### Mariano Fragueiro
Fragueiró fundó en 1858 el partido liberal de Córdoba, una alianza de exunitarios. Con este partido fue elegido gobernador de Córdoba, derrotando al ministro nacional Santiago Derqui. Su gobierno se centró en las medidas económicas, suprimiendo viejos impuestos, consolidando la deuda provincial, y organizando la Caja de Depósitos, un antecedente del Banco de la Provincia de Córdoba que otorgaba créditos y descuentos a papeles. También organizó el correo, creó un colegio militar para la Guardia Cívica, creó la Academia de Práctica Forense, el registro de bienes raíces, entre otras iniciativas.

### La intervención de la provincia y la batalla de Pavón

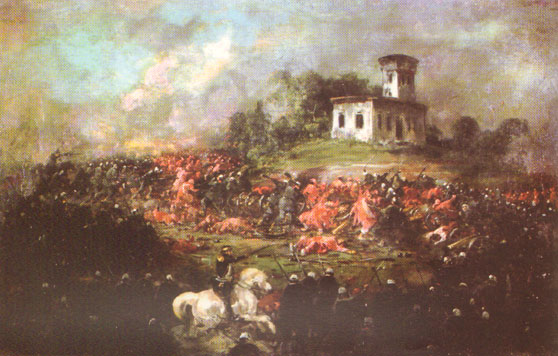
La batalla de Pavón.

En 1861 el gobernador Félix de la Peña invadió San Luis, acusando al gobernador Saá por la muerte del gobernador de San Juan. Ante el requerimiento de Derqui de que mantuviera la paz con San Luis, el gobernador respondió que no tenía derecho a inmiscuirse en los asuntos internos de su provincia. Derqui hizo que el Congreso declarara el estado de sitio y la intervención federal en Córdoba, asumiendo él mismo el rol de interventor. Poco después delegó el mando de la provincia en Fernando Félix de Allende y luego en Tristán Achával.
Desde Córdoba, Derqui organizó un ejército de 9000 hombres y declaró a la provincia de Buenos Aires en sedición. El 17 de septiembre tuvo lugar la batalla de Pavón; las fuerzas porteñas soportaron la embestida y Derqui renunció y se refugió en Montevideo.
Luego de la batalla de Pavón, una revuelta desalojó del poder a Fernando Félix de Allende. José Alejo Román fue colocado al mando de la provincia de forma provisoria. Poco tiempo después Félix de la Peña es repuesto en la gobernación.

### Cambios a fines delsigloXIX
A fines del siglo XIX, con la llegada en 1870 del ferrocarril a la ciudad de Córdoba y especialmente a partir de la Exposición Industrial Nacional de 1871 cuyo solar era el hoy llamado Parque Sarmiento al ser patrocinada por el presidente argentino de origen sanjuanino Domingo Faustino Sarmiento comenzó la modernización de la industria cordobesa; se tendieron extensos e importantes ramales ferroviarios los cuales facilitaron la gran inmigración europea, principalmente de orígenes italianos procedentes del Piamonte, el Friul y otras regiones itálicas, así como de orígenes españoles procedentes de diversas regiones ibéricas, en menor medida inmigraron alemanes y otros germanos y franceses, luego fue también importante la inmigración de armenios y de "ingleses" (muchos de ellos británicos con orígenes escoceses, irlandeses etc; por ejemplo la ciudad de Bell Ville debe su nombre a que inicialmente fue una estancia de ganaderos escoceses de apellido Bell.). Los italianos y españoles inicialmente poblaron la región de la Pampa Húmeda dedicándose como chacareros a la agricultura intensiva y a la ganadería intensiva, los "ingleses" (que se sumaron al contingente existente a partir de 1808 cuando al norte, especialmente en la zona de Río Seco,  de la provincia de Córdoba fueron confinados muchos de los británicos aprisionados en las Invasiones inglesas) mayormente llegaron como empleados administrativos de los ferrocarriles. 
El auge industrial que a partir de esa época obtuvo la provincia argentina de Córdoba hizo que en ella, a partir del año 1880  se construyera el primer gran dique embalse con usina eléctrica de Latinoamérica: el Dique San Roque, que al comenzar su construcción (1880) fue la obra más importante de ingeniería de toda América, también de esa época fueron los grandes molinos harineros de la familia Ducasse  (uno de cuyos parientes fue nada menos que Lautreamont) y los molinos harineros de los Minetti  en lo que hoy es el pleno centro de la ciudad de Córdoba. A partir de fines de siglo XIX la mayor parte de la población de la Provincia de Córdoba tiene orígenes europeos.

## sigloXX
La prosperidad se incrementó al crearse el "Área Material Córdoba", emprendimiento del estado nacional que significó la instalación de la Fábrica Militar de Aviones (desde los años treinta del s XX), automotores, tractores, material ferroviario, material aeroespacial etc. Entre las empresas estatales y mixtas del AMC se destacaron: Dinfia, IME, Materfer, IKA.

### Ramón José Cárcano
Cárcano fue el primer gobernador elegido luego de la sanción de la Ley Sáenz Peña. En la elección del 17 de noviembre de 1912, la "Concentración Popular" se impone por mínima diferencia sobre la UCR. Las acciones de gobierno de Cárcano abarcaron entre otras cuestiones: la creación del Boletín Oficial de Córdoba, la formación de la Comisión Protectora de Bibliotecas Populares, el trazado del Camino de las Altas Cumbres, la creación de la Caja de Jubilaciones y Pensiones y la promulgación de la primera Ley de Casinos entre otras medidas.

### Eufrasio Loza y Julio Borda
Eufrasio Loza fue elegido gobernador por el radicalismo en 1916. A menos de un año en el gobierno, el radicalismo perdió la elección de renovación de senadores provinciales en marzo de 1917. Las apasionadas confrontaciones dentro del oficialismo y la derrota electoral motivaron al gobernador Eufrasio Loza a presentar su renuncia que fue aceptada el 19 de mayo de 1917.
En su reemplazo asumió Julio C. Borda hasta mayo de 1919. En su gobernación debió enfrentar días agitados, por los conflictos internos en el Senado cordobés, por los que el oficialismo pidió al gobierno nacional la intervención federal a ese poder. 

### Rafael Nuñez
En los comicios del 17 de noviembre de 1918, el Partido Demócrata triunfó y Rafael Núñez fue elegido gobernador. Durante su gobierno se creó la Caja Popular de Ahorros y estableció el impuesto a las bebidas alcohólicas. En obras públicas construyó, amplió y restauró escuelas, realizó planes masivos de vivienda, construyó los diques sobre el Río de los Sauces, en San Javier y sobre el Río Cruz del Eje. En temas laborales se estableció la jornada laboral de ocho horas y reglamentó el trabajo de mujeres y menores y promulgó leyes referidas a la protección obrera y la vejez.
En 1919 promulga la Ley 2.825 que fija un nuevo mecanismo de representación territorial en la asignación de bancas para la Cámara de Diputados de Córdoba. Esta ley establece como base de representación un diputado por cada 21.000 habitantes o fracción que no baje de 10.000 (en 1921 fue reducida a 9.000) y divide la provincia en seis distritos electorales, pero con la particularidad de que esos distritos son ahora interdepartamentales. Todo eso es considerado por el radicalismo como una maniobra "fraudulenta" y el 5 de febrero de 1921 (ratificada el 11 de noviembre) la Convención del partido proclama la abstención electoral. 
Nuñez renunció seis meses antes para postularse a la vicepresidencia de la nación, dejando en la gobernación a Jerónimo Del Barco.

### Julio Roca (h)
A raíz de la ley 2.825 la convención del partido radical proclamó la abstención electoral. Los demócratas siguieron adelante con el proyecto y consagraron a su candidato a la Gobernación, Julio Argentino Pascual Roca, quien se impuso en la elección general del 21 de noviembre de ese año.
El 15 de marzo de 1923 la Cámara de Diputados de la Nación Argentina aprobó un proyecto de intervención federal a Córdoba, enviado por el Poder Ejecutivo Nacional, pero el trámite fue demorado. El 20 de febrero de 1924 se produjo la renuncia pero la Asamblea Legislativa rechazó la dimisión del mandatario. 

### Ramón José Cárcano
Para las elecciones de 1925 el Partido Demócrata de Córdoba propuso el binomio Ramón J. Cárcano - Manuel E. Paz, que se impuso frente a la fórmula del radicalismo compuesta por Benito Soria-Alejandro Gallardo.
Durante su gobierno se estableció definitivamente el diseño del Escudo de la Provincia de Córdoba (Argentina) a partir del original escudo cordobés de 1573.

### José Antonio Ceballos
Enrique Martínez fue elegido gobernador en diciembre de 1927, cargo que asumió en mayo de 1928 pero renunció en agosto del mismo año, cuando fue designado vicepresidente de Hipólito Yrigoyen. José Antonio Ceballos lo sucedió en el gobierno de Córdoba, el 14 de agosto de 1928. Ese mismo año debió enfrentar una epidemia de tubercolosis.
Durante su gobierno se cambiaron los mecanismos de representación territorial en la legislatura provincial, que le dio más peso a pueblos rurales donde el radicalismo era más fuerte. Durante el último año de su gobierno se produjo el secuestro de fiscales del partido demócrata y fraude electoral. Esto afectó la legitimidad del gobierno de Ceballos, que fue cuestionado por sectores de su propio partido.

### Gobiernos militares durante el golpe de 1930
En 1930, cuando llegó el golpe de Estado que derrocó a Hipólito Yrigoyen, Basilio Pertiné fue designado interventor de Córdoba. Pocos días después es reemplazado por Carlos Ibarguren (primo del general José Félix Uriburu). El 4 de mayo de 1931 Ibarguren renunció, y Enrique P. Torino lo reemplazó interinamente. Fue confirmado en ese cargo poco después.

### Emilio Olmos y Pedro Farías
En los comicios de 1931 para elegir gobernador y vice de la provincia de Córdoba, el Partido Demócrata presentó la fórmula Emilio F. Olmos-Pedro J. Frías, asumiendo el gobierno de la provincia el 18 de febrero de 1932. Su gestión se vio atravesada por la crisis de 1930. En Córdoba, la restricción del crédito bancario resintió la actividad comercial; al mismo tiempo, se produjo una especulación inmobiliaria. Decreció la producción cerealera, láctea y de ganado.  Como estrategia para recaudar dinero puso en venta de tierras públicas como recurso. Debido a una grave enfermedad que padecía, por la que fallecería en abril, delegó el mando el 2 de marzo.
En su reemplazo asumió su vice, Pedro Farías. Durante su gobierno, se crearon nuevas escuelas, se sancionó la ley del "Sábado inglés", se otorgaron beneficios a los trabajadores como la indemnización y las vacaciones pagadas, y se inauguró el edificio del Palacio de Justicia de Córdoba. Entre febrero y mayo de 1936, la gobernación estuvo a cargo de Julio Torres y luego de Luis Funes como autoridades provisionales.

### Amadeo Sabattini

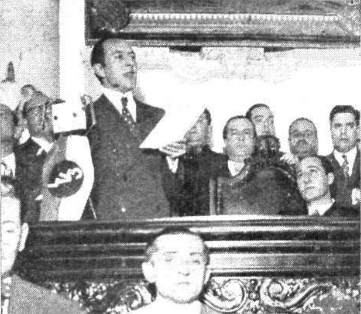
Sabattini asume y habla a la Legislatura Provincial en mayo de 1936.

En la elección de 1935, el binomio Amadeo Sabattini-Alejandro Gallardo se impone a la fórmula José Aguirre Cámara-Luis Alonso del Partido Demócrata de Córdoba. Según algunos historiadores, Amadeo Sabattini recibe Córdoba bajo condiciones devastadoras en lo político, económico y social luego del mandato del demócrata Pedro Frías.
Sabattini fue un referente político de inspiración yrigoyenista, con fuertes tendencias populares y nacionalistas. Impulsó una política industrialista en su provincia iniciando una profunda transformación del perfil productivo de Córdoba. Creó la Dirección Provincial de Hidráulica y con ella comienza la construcción de los diques de Cruz Del Eje, La Viña, Nuevo San Roque y Los Alazanes, siendo esto la base de la industrialización de Córdoba por la energía eléctrica. En este marco, priorizará la construcción y asfalto de rutas provinciales. En el ámbito educativo, inaugura 173 escuelas y aumenta el número de docentes a 651 y a la vez acrecienta en un 50% el sueldo de magisterio y en conjunto se crean guarderías, cantinas escolares y colonias de vacaciones para niños, integrando así al conjunto social.
Fue sucedido por Santiago H. del Castillo quien fue elegido gobernador en 1940, en una fórmula de la Unión Cívica Radical en la que lo acompañaba Arturo Illia.

### Gobiernos militares durante la Revolución de 1943
El 4 de junio de 1943 se produce un golpe militar que derroca al gobierno del presidente Ramón Castillo, quien era acusado de fraude. El gobernador cordobés Santiago H. del Castillo le entregó el poder a Justo Salazar Collado quien había sido designado como interventor de facto. Salazar Collado duraría poco tiempo en el cargo y lo mismo sucedería con sus sucesores: Alfredo Córdoba, Melitón Arroyo, Eduardo Gonella, León Scasso, Manuel Ferrer, Alberto Guglielmone, Juan Carlos Díaz Cisneros, Walter Villegas y Hugo Oderigo.

### Argentino Auchter
El gobierno militar convocó a elecciones para febrero de 1946. Argentino Auchter fue elegido candidato a Gobernador de Córdoba por una alianza política constituida entre la Unión Cívica Radical Junta Renovadora (sector nacionalista de la UCR que apoyaba a Perón), antiguos dirigentes demócratas —como el exgobernador Ramón J. Cárcano— y el Partido Laborista -integrado por dirigentes sindicales-. Auchter ganó las elecciones y fue proclamado gobernador de la provincia.
Impuso reformas en el funcionamiento administrativo y comercial del servicio postal. Realizó una gran cantidad de obra pública: caminos carreteros, puentes, pozos y molinos para provisión de agua. Impulsó una política industrialista en la provincia iniciando una profunda transformación del perfil productivo de Córdoba, que con el tiempo se constituyó en uno de los polos industriales del país, fundamentalmente a través de un amplio plan de centrales hidroeléctricas y de fábricas militares de armamentos (Río Tercero, Villa María, San Francisco).
Auchter debió enfrentarse a problemas internos en su coalición de gobierno. Los diputados laboristas, desplazados de la toma de decisiones por los radicales renovadores, elevaron un proyecto de juicio político contra Auchter. Éste dispuso la clausura de la Legislatura a través de la Policía. 

### Intervención federal durante el gobierno de Perón
En este contexto, el gobierno nacional envió un Proyecto de intervención a la provincia de Córdoba el 12 de junio de 1947 y el 13 de junio y designa Comisionado Federal a Román Alfredo Subiza. Asumió el gobierno de Córdoba el 14 de junio de 1947 pero apenas unos días después se hizo cargo de la intervención el Gral. Aristóbulo Vargas Belmonte quien convoca a elecciones para normalizar la situación de la provincial.
El 18 de enero de 1949 Alfredo Eguzquiza es nombrado interventor federal de la Provincia de Córdoba, cargo que ocupó hasta el 12 de marzo de aquel año, cuando entregó el poder al gobernador electo, Juan San Martín.

### Juan Ignacio San Martín
El 12 de marzo de 1949 asume Juan Ignacio San Martín como gobernador de la Provincia de Córdoba, tras ganar la elección como candidato del peronismo. Una de sus primeras medidas fue reformar la Ley Orgánica de Ministerios y elevar su número de tres a siete.
A través de la sanción de la Ley N.º 4165 el 28 de octubre de 1949 creó el Instituto de Previsión Social de la Provincia de Córdoba, un ente autárquico cuyo objetivo era asegurar a todo habitante de la Provincia el derecho a la protección del Estado contra los riesgos ocurridos en la ancianidad, en la niñez, en la familia y en la invalidez. Al mismo tiempo se reformó la legislación de previsión social estableciendo la Jubilación Ordinaria íntegra y reducida, Retiro Voluntario -Civil, con menos años de servicios pero con un haber tarifado-, Jubilación por Invalidez y Pensiones por viudez, orfandad, discapacidad y soltería -hijas mujeres dependiente económicamente de sus padres-. Además, por primera vez, la autoridad laboral provincial actuó fijando multas y penalidades a aquellos empresarios que no cumplieran con la legislación que establecía el cese de las actividades el sábado al mediodía (sábado inglés) y la prohibición del trabajo en domingo (descanso dominical). En 1951 promulgó la Ley de Promoción Industrial, que beneficiaba con exenciones impositivas a las firmas industriales que se establecieran en Córdoba, con la cual la industria provincial aumentó geométricamente durante la década de 1950.
En 1949 impulsó la modificación de la constitución provincial, acompañando lo que estaba sucediendo a nivel nacional en el gobierno de Perón. Se incorporaron los derechos del trabajador y de la familia, se extendió el mandato del gobernador a seis años y se modificó el régimen municipal. En las localidades del interior, se estableció un mandato de tres años para los intendentes municipales, y en la ciudad de Córdoba, se estableció que el mandatario debía ser designado por el gobernador -con la aprobación del Cámara de Senadores de la Provincia de Córdoba-, también durante tres años, y que la Cámara de Diputados de la Provincia de Córdoba conformaría el Concejo Deliberante de la misma.
En octubre de 1951, fue designado por Juan Domingo Perón como Ministro de Aeronáutica, presentado su renuncia a la gobernación. En su reemplazo asumió el presidente provisional del senado, Atilio Antinucci, quien llamó a elecciones para el 11 de noviembre de ese año.

### Raúl Lucini
En las elecciones de 1951 se impuso la fórmula justicialista Raúl Lucini-Federico de Uña frente al binomio radical Arturo Illia-Arturo Zanichelli.
En materia de gestión económica, Córdoba continuó en la senda de la industrialización. De acuerdo a los censos industriales, el crecimiento industrial de Córdoba fue un 33 % superior al promedio nacional. En agosto de 1952 nació la Fábrica de Tractores, se dio inicio a la producción en serie de automóviles y de las motocicletas "Puma".
Durante el gobierno de Lucini se crearon hoteles y escuelas, se fomentó la ruta que unió las ciudades de Rosario y Cruz Alta, y la construcción y puesta en funcionamiento del Hospital de Maternidad Obrera -actualmente denominado Hospital Materno Provincial Doctor Raúl Lucini- en el populoso Barrio San Vicente de la ciudad de Córdoba. El proceso de recuperación de la soberanía energética y de reordenamiento del sistema eléctrico provincial llevó a la creación de la Empresa Provincial de Energía de Córdoba (EPEC) en abril de 1953.
Fue depuesto por el golpe de Estado del 16 de septiembre de 1955 y reemplazado por un gobernador militar.

### Gobiernos militares durante la Revolución Libertadora
Una vez derrocado Perón, el presidente de facto Eduardo Lonardi designó a Dalmiro Videla Balaguer como interventor federal de la provincia de Córdoba. En 1955 se produce en la ciudad de Córdoba una huelga de la Unión Obrera de la Construcción que se extenderá el primer y segundo cordón industrial de la provincia de Buenos Aires, en la provincia de Tucumán y en Tafí Viejo. A raíz de esto decide aplicar la ley marcial, procediendo a la inmediata detención de más de 200 huelguistas, cuyas cabecillas son fusilados por orden de Videla Balaguer, en tanto otros son torturados y puestos en libertad un año más tarde. Durante su intervención en Córdoba funcionarios, dirigentes políticos,empleados públicos, gremialistas,militantes y simples simpatizantes del peronismo son perseguidos y encarcelados; mientras aumentan las denuncias públicas sobre torturas a peronistas.
En noviembre de ese año, el dictador Eduardo Lonardi renuncia, y las nuevas autoridades nombraron como interventor de facto a Medardo Gallardo Valdez. Durante su intervención continuó la represión política y hostigamiento a políticos, gremialistas y estudiantes peronistas o cercanos a la izquierda. En 1956 intentó vender diferentes predios pertenecientes a la Universidad Nacional de Córdoba.

### Arturo Zanichelli
Tras las elecciones convocadas en 1957, Gallardo Valdez entregó el poder al mandatario electo, Arturo Zanichelli, en mayo del año siguiente. En julio de 1958, Zanichelli inauguró la nueva Casa de Gobierno provincial, en el edificio que a partir de entonces fue llamado "Casa de las Tejas". 
En diciembre de 1958 el gobierno impone el Plan de Estabilización en consonancia con el crédito Stand-by del Fondo Monetario Internacional que implicó congelamiento de salarios. Durante esta época la provincia debió enfrentar una delicada situación económica sin capacidad de recaudación, con un alto nivel de evasión impositiva y dependiente de los aportes nacionales, sumado al delicado estado del Banco de Córdoba. Debió enfrentar numerosas huelgas de médicos, maestros, magistrados y empleados del Poder Judicial, trabajadores bancarios y la Policía.
El 16 de febrero de 1960 visitaban Córdoba el ministro de Economía Álvaro Alsogaray y el secretario de Guerra, general Rodolfo Larcher. Ese mismo día explotaron los depósitos de nafta que la empresa estadounidense Shell-Mex tenía en el barrio cordobés de San Fernando. Murieron 15 personas y hubo más de 20 heridos. Frente a este hecho, el Ejército, en virtud del Plan de Conmoción Interna del Estado (Plan Conintes), tomó las riendas del caso por encima de los poderes constitucionales de la República y se creó un Consejo de Guerra Especial presidido por el coronel Juan Carlos Sánchez.  El desgaste político y la paulatina licuación de poder de la gestión Zanichelli fue tan importante que, en la elección legislativa del 27 de marzo de ese año, apenas poco más de un mes después de aquel incidente, obtuvo mayoría la Unión Cívica Radical del Pueblo.
Afectado en su salud, Zanichelli presentó su renuncia a la gobernación el 27 de abril de 1960, pero la misma no fue tratada por la Legislatura provincial. En enero de 1960, Zanichelli concretó -junto con el gobernador de Mendoza- uno de sus últimos desafíos a la autoridad de Frondizi, cuando cuestionó el proyecto de Ley de Energía enviado por éste al Congreso Nacional. La Junta de Comandantes de las Fuerzas Armadas exigió al presidente Frondizi la intervención federal a los tres poderes de la Provincia de Córdoba, aduciendo que el gobierno de Zanichelli era incapaz de enfrentar la amenaza terrorista. La intervención federal se hizo efectiva el 15 de junio de 1960, cuando Zanichelli debió entregar al gobierno al interventor Juan Francisco de Larrechea, ligado al ministro Álvaro Alsogaray. La intervención fue luego continuada por Jorge Bermúdez Emparanza y Mario Atencio.

### Gobiernos militares durante el golpe de 1962
En 1962 un golpe militar destituyó al presidente Arturo Frondizi. Arturo Umberto Illia, quien había sido elegido en las elecciones provinciales del 18 de marzo de 1962 nunca pudo asumir el cargo. El gobierno militar designó como interventor Aniceto Pérez y posteriormente a Rogelio Nores Martínez.

### Justo Páez Molina
Las votaciones del 7 de julio de 1963 dieron el triunfo a Justo Páez Molina, sobre Vaca Narvaja (UCRI) y Uanini (Partido Demócrata). Asumió el gobierno de Córdoba el 12 de octubre de 1963 junto con el vicegobernador Hugo Leonelli. La provincia tenía dificultades financieras y atrasos importantes en sus pagos a empleados de la Administración y proveedores. En marzo de 1964 se sancionó la creación de un Registro de Bienes de los funcionarios y empleados de la provincia, de sus municipalidades y reparticiones autárquicas, que suponía la obligación de remitir las declaraciones juradas de bienes personales de los funcionarios, sus hijos y cónyuges. Los puntos más cuestionados de la gestión de Páez Molina fueron su plan de obras públicas y la política educativa. El Plan Trienal de Obras fue definido por la bancada del Partido Demócrata como un “dirigismo económico totalitario”. La sanción de la Ley 4733, que regía el Régimen de la Enseñanza Privada, fue su gran legado cultural y su más importante batalla política, enfrentando a la comunidad católica. El punto más debatido fue haber exigido a la Iglesia Católica que los maestros y profesores de las escuelas confesionales fuesen diplomados. 
El gobierno de la UCRP debió convivir con su propia debilidad derivada del hecho de haber sido elegido en elecciones no libres, a causa de la proscripción del peronismo, y en minoría. El triunfo del peronismo en las elecciones legislativas de medio término agitó la situación interna de las Fuerzas Armadas. El 28 de junio de 1966 el comandante en Jefe del Ejército, general de división Julio Rodolfo Alsogaray ejecutó el golpe de Estado contra Páez Molina. 

### Gobiernos militares durante la Revolución Argentina
Tras el golpe militar que depuso al presidente Arturo Illia, Gustavo Martínez Zuviría se presentó en la Casa de Gobierno de Córdoba para tomar el poder en la provincia mediterránea. Ante la negativa del vicegobernador a cargo del Poder Ejecutivo, Hugo Leonelli, de abandonar el edificio, ordenó a dos soldados que lo retiraran por la fuerza. Martínez Zuviría fue interventor por espacio de un mes, hasta el 27 de julio de 1966. Fue reemplazado por Miguel Ángel Ferrer Deheza quien se mantuvo un año al frente de la provincia.
En 1967 es designado como interventor Carlos José Caballero. Durante su gobierno predominaron las huelgas, la lucha sindical y los movimientos estudiantiles. Después del Cordobazo en mayo de 1969, el gobernador Caballero vio sumamente debilitado su gobierno, siendo reemplazado en ese cargo el 16 de junio. En su reemplazo se sucederían una serie de interventores que durarían poco tiempo en el cargo: Jorge Carcagno, Roberto Huerta, Juan Carlos Reyes, Bernardo Bas, Carlos Gigena Parker, José Camilo Uriburu y Helvio Guozden.

#### El Cordobazo

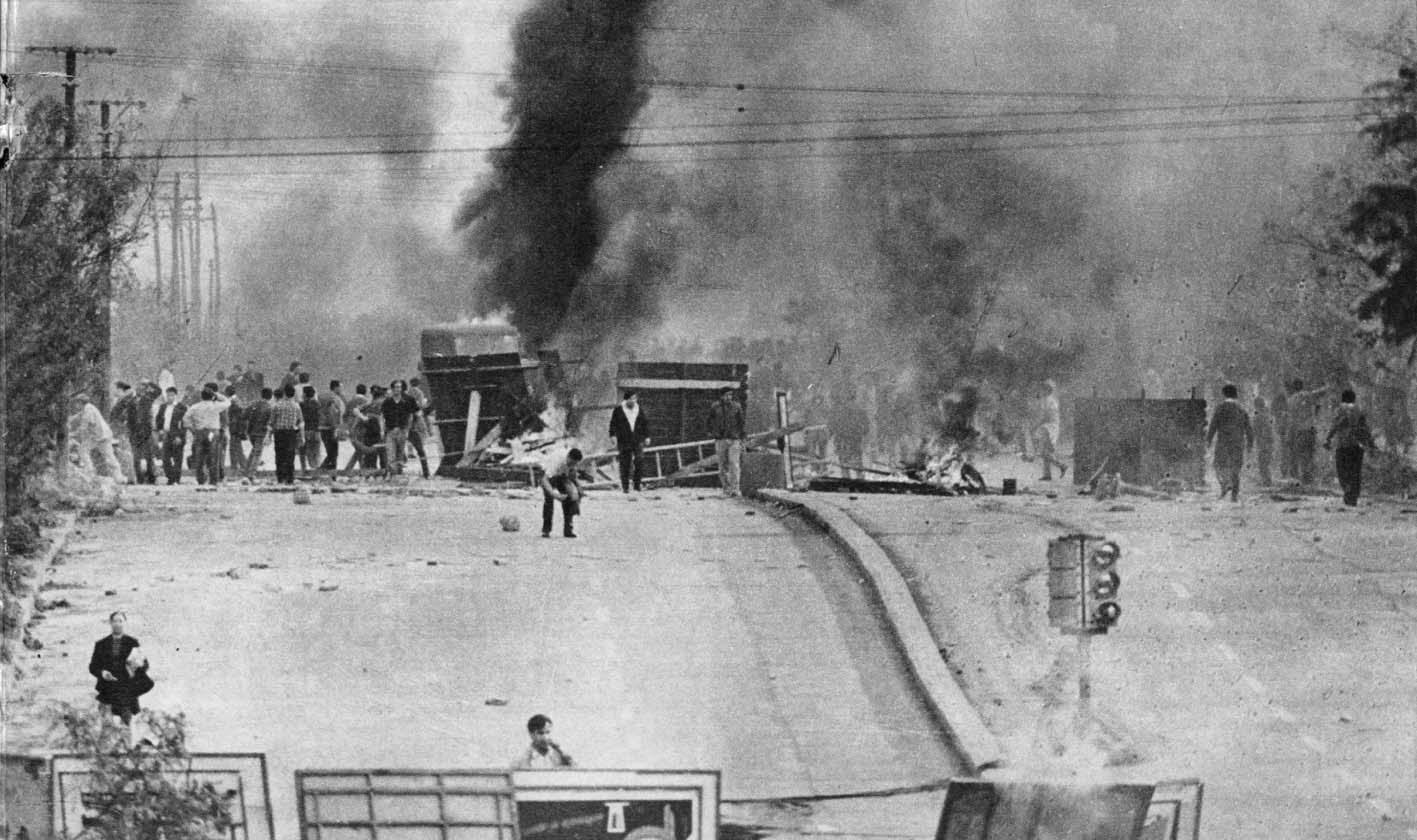
Imágenes del Cordobazo.

El 29 de mayo de 1969 tuvo lugar en la ciudad de Córdoba una gran protesta social conocida como Cordobazo. La misma ocurrió durante el gobierno de la Revolución Argentina, la cual se vio debilitada por el alzamiento popular. El Cordobazo comenzó con un conjunto de huelgas y asambleas más o menos organizadas, a las cuales se sumó una importante cantidad de personas autoconvocadas. Las multitudes se enfrentaron a la policía, lo cual llevó a la muerte del manifestante Máximo Mena, lo cual empeoró aún más la situación. Finalmente el gobierno de Onganía envió al ejército a reprimir las protestas. Sin embargo, esto debilitó a su gobierno y llevó a su destitución por parte de la Junta de Comandantes en Jefe de las fuerzas armadas, además de fortalecer a la dirigencia obrera.

### Ricardo Obregón Cano y el "Navarrazo"
Tras levantarse la proscripción al peronismo de presentarse a elecciones, las distintas vertientes del peronismo de Córdoba se realinearon en alianzas y adhesiones para enfrentar la contienda por la conducción partidaria. La Lista Unidad, encabezada por Ricardo Obregón Cano, se impuso con casi el 60 % de los votos frente al sector ortodoxo del partido. En las elecciones generales del 11 de marzo de 1973, los candidatos de la coalición peronista obtuvieron el 44,2 % y debió realizarse un balotaje en el que terminaron imponiéndose.
Durante su mandato se aprobaron leyes de amnistía política y reparación histórica. Se modificó la Ley Orgánica de la Policía, reorganindo los cuadros policiales y estableciendo la reincorporación de los agentes separados a partir de las dictaduras sucedidas entre 1955 y 1973. En virtud del Pacto Social lanzado por el presidente Héctor José Cámpora, Obregón Cano firmó el Decreto n.º 2871/73, que fijaba precios máximos para la venta de carne vacuna. En 1974 se iniciaron las obras de la autopista entre Villa Carlos Paz y la ciudad de Córdoba, que será concluida en 1978. 
En febrero de 1974, Obregón Cano removió al jefe de la Policía de Córdoba, el teniente coronel Antonio Domingo Navarro, exjefe de la Policía Militar del Tercer Cuerpo del Ejército.  Al enterarse del relevo Navarro acuarteló a siete mil efectivos a sus órdenes en la ciudad, aduciendo una «infiltración marxista» en el Gobierno. El gobernador respondió con la exoneración definitiva del sublevado. El grupo de Navarro tomó la gobernación, tomando como rehenes al gobernador y otras setenta personas. El 2 de marzo al mediodía, el presidente Juan Domingo Perón anunció su decisión de intervenir la provincia.

### Intervención federal
Ante la ausencia de los máximos mandatarios provinciales, el presidente provisional del senado provincial, Mario Agodino, asumió la gobernación interina, el 1 de marzo y llamó a elecciones para “(…) completar el proceso tendiente a la normalización institucional”. El 15 de marzo asume como interventor federal el peronista Duilio Brunello, quien fue nombrado por Perón. En septiembre del mismo año fue reemplazado por Raúl Lacabanne. Durante la gestión de Lacabanne se produjo una persecución a dirigentes obreros de izquierda y el apoyo a un grupo parapolicial de derecha, Comando Libertadores de América.
El septiembre de 1975, el presidente del Senado, Ítalo Lúder, que se encontraba temporalmente a cargo de la presidencia dispuso reemplazar a Lacabanne por Raúl Bercovich Rodríguez. Ante el temor de que ocurrieron disturbios durante la transición designó al comandante del III Cuerpo del Ejército, Luciano Benjamín Menéndez, como interventor durante el día que duró el recambio. Bercovich se mantuvo al frente de la provincia hasta el golpe militar que sucedería en marzo de 1976.

### Gobiernos militares durante el "Proceso de Reorganización Nacional"
En marzo de 1976 toma el poder el autodenominado "Proceso de Reorganización Nacional" tras derrocar al gobierno democrático de María Estela Martínez de Perón. En la gobernación de Córdoba se sucedieron una serie de interventores nombrados por el gobierno militar.
Carlos Chasseing ocupó el cargo entre abril de 1976 y febrero de 1979 cuando abandonó el cargo por discrepancias con la política económica del ministro José Alfredo Martínez de Hoz. Durante su gobierno estableció un procedimiento especial para los fallecidos que llegasen a las morgues de Córdoba por parte de fuerzas de seguridad, como parte de la desaparición sistemática de personas que sucedió en este período.
Chasseing fue reemplazado brevemente por Miguel Marini hasta que se designó a Adolfo Sigwald quien estuvo al frente en el período marzo de 1979-enero de 1982. La provincia atravesó una fuerte recesión en la industria y el agro en esos años. La gestión de Sigwald se caracterizó por el diálogo con distintos sectores sociales.
En enero de 1982, la Junta Militar designó a Rubén Juan Pellanda como interventor de la provincia de Córdoba. En junio de ese año promulgó la Ley N.º 6743 —conocida como la "Ley Pellanda". El 18 de abril de 1983, el gobierno militar promulgó el Decreto-Ley N° 22.789, definiendo completamente la frontera con la provincia de Santiago del Estero. Pellanda fue el encargado de realizar la transición a la democracia, entregando el gobierno (el 10 de diciembre de 1983) al gobernador electo.

### Los gobiernos de Eduardo Angeloz
Con la recuperación de la democracia, Raúl Alfonsín, de la Unión Cívica Radical, fue elegido como presidente de la Argentina con el 51% de los votos contra un 40% obtenido por la fórmula Ítalo Lúder- Deolindo Bittel del Partido Justicialista . En la provincia de Córdoba, durante el período comprendido entre 1983 y 1999, la Unión Cívica Radical ganó cuatro elecciones para gobernador y cuatro para intendente de la ciudad Capital,  lo que llevó a posicionarla como partido predominante. En efecto, Eduardo Angeloz fue elegido como gobernador de la provincia de Córdoba durante tres períodos consecutivos: 1983- 1987, 1987-1991, 1991-1995, mientras que Ramón Bautista Mestre gobernó la provincia entre 1995 y 1999. Actuaron como vicegobernadores de Angeloz Edgardo Grosso, Mario Negri y nuevamente Grosso respectivamente. En la Ciudad de Córdoba, se sucedieron las intendencias de Ramón Bautista Mestre (1983- 1987, 1987-1991) y Rubén Américo Martí (1991-1995, 1995- 1999). La hegemonía del partido radical se mantuvo en la provincia durante este período  a pesar de las posteriores derrotas electorales sufridas en las elecciones de 1987 en Mendoza, Buenos Aires, Entre Ríos, Misiones y Chubut,  provincias en las que también había ganado el radicalismo en 1983.
Angeloz promocionó su gestión de gobierno asociándola a un modelo económico y de gestión distinto al del gobierno nacional. Para ello se valió de la metáfora de la “isla”, empleada originalmente para referir a la gobernación de Amadeo Sabattini, cuando Córdoba parecía una “isla democrática” en el contexto de los gobiernos corruptos y fraudulentos de la llamada “década infame”. Esto motivó el apoyo de la conducción nacional del partido a la candidatura presidencial de Angeloz en las elecciones de mayo de 1989. Allí resultó derrotado frente al candidato del Partido Justicialista, Carlos Saúl Menem.
Con el regreso de la democracia en 1983, Eduardo Angeloz y Edgardo Grosso asumieron su primera gobernación tras el triunfo en las elecciones con el 55,84% de los votos.  El segundo puesto correspondió a la fórmula del Partido Justicialista encabezada por Raúl Bercovich Rodríguez, que obtuvo el 39,22% de los votos. Eduardo Angeloz provenía de la Línea Córdoba de la UCR, fundada en 1982 en continuidad con el Movimiento Nuevo, quien detentaba un liderazgo indiscutido en Córdoba. Esta línea se diferenciaba del Movimiento de Renovación y Cambio liderado por Raúl Alfonsín.  La fórmula del PJ fue definida tras una serie de tensiones hacia el interior del movimiento peronista. La candidatura de Bercovich Rodríguez fue convalidada luego de las elecciones internas que reorganizaron el PJ en julio de 1983. Allí participaron seis listas, resultando triunfante la lista blanca liderada por Bercovich Rodríguez, secundada por la lista verde, referenciada en José Manuel de la Sota. Este joven dirigente fue luego nominado candidato a intendente por la Ciudad de Córdoba, y derrotado por el candidato de la UCR, Ramón Mestre.
Tras la derrota electoral de 1983, el PJ se dividió en dos líneas: el sector ortodoxo, que reivindicaba las proposiciones doctrinarias del peronismo de la primera hora; y el sector renovador, cuyos integrantes enfatizaban la necesidad de afianzar las estructuras institucionales del partido, introduciendo mecanismos como el voto directo de los afiliados. Las propuestas de la Renovación estuvieron vinculadas con el  objetivo de mejorar la competitividad electoral del PJ tras la derrota, dada la fortaleza electoral de la UCR.
Se consolidó así un escenario político bipartidista, en el que la Unión Cívica Radical -con mayoría en las cámaras de diputados y senadores provinciales- se afirmaba como primera fuerza política y el PJ como segunda fuerza, dejando en un lugar marginal a las fuerzas políticas minoritarias.

#### Demandas sociales
La política económico-social del gobierno se caracterizó por dar impulso a una serie de medidas con el objetivo de concertar acciones con los sectores de la producción y también enfrentar algunos de los problemas derivados del crecimiento de la pobreza operado durante los años previos. Dentro de estas últimas acciones Angeloz impulsó en enero de 1984 la creación del Programa de Atención Integral de Córdoba (P.A.I.Cor). Según la normativa, el plan comprendía tres acciones fundamentales: 1) una campaña nutricional continua; 2) atención médica integral (preventiva, asistencial y de rehabilitación) y 3) asistencia psicopedagógica. Con ello se pretendía erradicar la desnutrición y la repitencia escolar, por lo que sus destinatarios fueron niños y niñas en edad de escolarización y familias carenciadas de los departamentos de la provincia más postergados económicamente y de las áreas periféricas de la ciudad capital. Considerado como un plan provisorio de emergencia, desde el P.A.I.Cor se dispuso repartir, inicialmente, 200.000 guardapolvos e igual cantidad de zapatos y kits escolares. También se proponía suministrar 200.000 unidades en la copa de leche y 60.000 raciones de alimentos por día. Estas cifras debieron incrementarse debido a la significativa demanda año tras año.
Otras de las cuestiones pendientes del ordenamiento dictatorial anterior se relaciona con la situación de las personas que habían sufrido diferentes formas de disciplinamiento y represión laboral. Una de estas demandas fue la de las cesantías que si bien fue un reclamo nacional, en las provincias se resolvió de diferentes modos. En lo que respecta a las cesantías en el ámbito público, cabe señalar que el Ejecutivo Provincial cordobés dispuso la remoción de los dispositivos de control impuestos sobre los aspirantes a ingresar a la Administración Pública Provincial en enero de 1984. En ese marco, se modificó el Decreto N° 2.930 de 1980 que establecía la averiguación de antecedentes de todo interesado en ocupar puestos en el Estado y, tras la sanción del Decreto N° 382, se dejó sin efecto dicho procedimiento y todas las prescripciones que lo instrumentaban. A tono con ello, Angeloz promulgó, en marzo de 1984, los decretos N° 849 y 925, los cuales determinaron las condiciones de reingreso –no así la reincorporación- del personal obligado a renunciar o apartado de la Administración Pública por cuestiones políticas y/o gremiales. El Departamento Ejecutivo (DE) de la Municipalidad de la Ciudad de Córdoba, en cambio, no promulgó un decreto tendiente a dar respuesta al problema del personal cesante por motivos políticos y/o gremiales, así como tampoco el Honorable Concejo Deliberante (HCD) dictaminó una ordenanza conducente a tratar este tema, aunque el SUOEM estimaba que alrededor de tres mil agentes municipales habían sido apartados de sus funciones mediante la aplicación de las leyes de prescindibilidad.

#### Las luchas por los derechos humanos
La cuestión de los derechos humanos en Córdoba se hizo pública en el escenario pos derrota en la guerra de Malvinas, motorizada por los organismos locales que conformaron el movimiento. Para entonces pervivían argumentos todavía ligados a la lucha antisubversiva, la guerra sucia y lo que luego se definió como la “teoría de los dos demonios”, lo que generó una fuerte disputa de interpretaciones y la utilización de la calle como escenario de inscripción de los reclamos. En ese proceso se produjo una acelerada legitimación de los actores portadores de la voz de los derechos humanos, siendo las agrupaciones locales del movimiento de derechos humanos las fuentes privilegiadas de información. El movimiento de derechos humanos había logrado instalar que ciertas injusticias podían calificarse como violación a los derechos humanos y que ellas habían sido ejercidas de manera sistemática por parte del Estado durante la dictadura militar de 1976. Éstas hacían referencia a desapariciones (incluido el secuestro de niños), presos con condena de Consejos de Guerra o a disposición del Poder Ejecutivo Nacional, la aparición de enterramientos clandestinos, los exiliados y las dificultades del retorno al país, y el reconocimiento de asesinatos por la represión. En el movimiento de derechos humanos. de Córdoba había coincidencia en condenar tales acciones, sobre todo en lo relativo a la demanda de juicio y castigo. Verdad y justicia englobaron los objetivos locales, a pesar de la heterogeneidad del movimiento de derechos humanos; verdad sobre las violaciones cometidas y justicia para las víctimas, a través del castigo a los responsables.
En 1984 se descubrieron los masivos enterramientos clandestinos en el Cementerio San Vicente de la ciudad de Córdoba y se anunció la llegada de la CONADEP a la provincia, siendo ésta la primera incursión en el interior del país. Los enterramientos, sumado al reconocimiento de La Perla y el Campo de La Ribera como principales centros clandestinos de detención, tortura y exterminio, y los testimonios de ex secuestrados, dieron verosimilitud a las denuncias realizadas por otros y se convirtieron en protagonistas de conferencias de prensa y denuncias a la justicia.
Al igual que lo que sucedía a nivel nacional, hubo dos posturas disímiles respecto a qué hacer. Por un lado, el peronismo abogaba por la formación de una Comisión Bicameral, mientras que, por el otro, el gobierno radical apoyaba el funcionamiento de una delegación local de la CONADEP.  El rechazo de la conformación de la Bicameral vino primero a nivel nacional y luego, el 27 de junio de 1984, la mayoría radical rechazó su formación en la provincia, a pesar de que el movimiento de derechos humanos alentó el proyecto. Este rechazo se vio, por parte del movimiento de derechos humanos, como el temor de llevar a la justicia tanto a asesinos y torturadores como a sus apoyos civiles.
El 4 de agosto de 1984 se produjo un atentado explosivo en el domicilio de un miembro de la CONADEP Córdoba que desencadenó una serie de manifestaciones de rechazo que expresaron el surgimiento de un nuevo sujeto político, la civilidad. Uno de los hitos de estas manifestaciones fue la Marcha del Silencio, la movilización no electoral más numerosa hasta ese momento, mostrando consenso en el rechazo a la utilización de la violencia como herramienta política.
El 20 de septiembre de 1984 Raúl Alfonsín recibió el informe de la CONADEP que fue acompañado de una marcha. La delegación de la CONADEP Córdoba entregó su propio informe el 28 de septiembre al gobernador Angeloz con una marcha de apoyo promovida por los referentes del acto de la civilidad contra los atentados. El presidente de la CONADEP Córdoba, Luis Rébora, expresó los límites de la tarea que habían desarrollado y dio una respuesta a la teoría de los excesos, planteando que la represión había sido perfectamente organizada desde el Estado. Meses después, la Municipalidad publicó el Informe local como prueba irrefutable de los horrores ocurridos en Córdoba.
El Juicio a las Juntas de Ex Comandantes permitió poner a Córdoba en el plano nacional, allí sus testimonios dieron cuenta de la sistematicidad del plan represivo. Sin embargo, la sentencia del juicio que se conoció el 9 de diciembre de 1985 llegó con penas más leves de las que se esperaban. Ante la posibilidad de continuar con los juicios y la inestabilidad que se reflejaba en diferentes atentados, el gobierno nacional sancionó en 1986 la ley 23.492 de Punto Final que fijaba un límite de tiempo para iniciar procesos legales. En Córdoba, se trabajó con celeridad para procesar la mayor cantidad de denuncias. Tras el juicio a las Juntas de 1985, la Justicia Federal local reasumió la competencia en la denominada “causa La Perla” y continuó con los procesos pendientes. Esto iba a ocasionar el primer levantamiento militar de abril 1987, cuando en Córdoba se declaró en rebeldía el entonces mayor Barreiro por su negativa a declarar en la causa y tras esta decisión fue dado de baja del Ejército. Había sido llamado por ser el jefe de interrogadores de La Perla y por ser el responsable de varios secuestros, torturas y desapariciones de hombres y mujeres. Ese mismo día se produjo un atentado explosivo en el local de la Liga Argentina por los Derechos del Hombre en el barrio Alta Córdoba. Sumado a la rebeldía de Barreiro se sublevaron un grupo de oficiales en Campo de Mayo por la disconformidad frente a los juicios y el desprestigio que las fuerzas armadas estaban sufriendo. El acuerdo que llevó a deponer las actitudes rebeldes fue la aprobación de la ley 23.521 de Obediencia Debida, en junio de 1987. En la antesala de ambas leyes, el movimiento de derechos humanos y sus aliados locales se manifestaron de diversas formas en contra de estas iniciativas.

#### Reforma de la Constitución Provincial y reelección
En su primer período reformó la Constitución provincial, impulsada por la Línea Córdoba de la UCR tras el amplio triunfo del radicalismo a nivel local y nacional en las elecciones legislativas de 1985, la reforma de la constitución provincial de 1987 incorporó cambios de envergadura en los tres poderes del Estado. Con relación al Poder Ejecutivo habilitó la reelección, del gobernador y vicegobernador y estableció  la posibilidad de ampliar la cantidad de ministerios.  A partir de entonces los distintos gobiernos aumentaron las carteras ministeriales, llegando a contar con un promedio de 10 carteras para todo el periodo radical, sin embargo durante el gobierno de Mestre, fueron reducidas a tan solo cinco. En el Poder Judicial se dio lugar al nacimiento de nuevas dependencias, como el Ministerio Público Fiscal. En el caso del Poder Legislativo, la reforma modificó la composición del Parlamento de Córdoba. La Cámara de Diputados aumentó el número de legisladores de 36 a 66. A través de esta transformación institucional se garantizó 36 escaños al partido que obtuviera la mayor cantidad de votos, obteniendo una mayoría automática, mientras que las 30 bancas restantes debían ser distribuidas entre los cinco partidos minoritarios asignando: 20 a la segunda fuerza, 5 a la tercera, 3 a la cuarta y 2 a la quinta. Sin embargo, para obtener estos lugares los partidos en disputa debían superar un piso legal de un 2% de votos válidos. La Cámara de Senadores, por su parte, también aumentó  el número de representantes incorporando una nueva ponderación en donde los departamentos que se ubicaran en el rango de 100.000 a 300.000 pasaron a obtener 6 bancas -correspondiendo 3 a la mayoría, 2 a la primera minoría y 1 para el tercero-  mientras que los que superaron el número de 300.000 se hicieron de 8 escaños que se distribuían 4 a la mayoría, 3 al segundo partido y 1 al tercero.
Esto implicó la preponderancia del partido gobernante frente a la oposición, favoreciendo la creación de alianzas en la oposición política con el objetivo de disputar el poder y disminuir el aislamiento político. La aprobación de la convocatoria para realizar la reforma de la Constitución supuso una alianza entre la Línea Córdoba de la UCR y sectores del peronismo ortodoxo, quienes se consolidaron como los mayores beneficiarios en la nueva distribución de las bancas. La convocatoria generó la oposición inicial de Renovación y Cambio y de la Renovación peronista. Las elecciones para conformar la convención constituyente también fueron un escenario propicio para que el peronismo resolviera su disputa interna. La Renovación peronista presentó una lista por fuera del PJ, en una alianza con la Democracia Cristiana denominada Frente para la Democracia, la Justicia y la Participación (FreJuDePa), conocido como “Frente Renovador”. Los resultados mostraron que la propuesta renovadora era electoralmente más competitiva que la ortodoxa y allanaron el camino para que la Renovación asumiera  la conducción del PJ en las elecciones internas de marzo de 1987, realizadas con el voto directo de los afiliados.  El liderazgo de Juan Manuel De la Sota fue creciendo a partir de entonces, lo que le permitió ser candidato a vicepresidente de Antonio Cafiero en la fórmula de la renovación peronista que enfrentó a Carlos Menem en las internas del PJ en 1988. La reforma de la constitución provincial puede leerse como una herramienta de quienes controlaban el poder político en pos de favorecer la cristalización de un status quo preexistente y de esta manera garantizar la gobernabilidad del partido político predominante en la escena política provincial. En 1991 mediante una interpretación forzada de la reforma constitucional, convalidada por el Tribunal Superior de Justicia, se le habilitó a Angeloz un tercer mandato.
Hacia 1988, ya definido Angeloz como candidato por la UCR para suceder a Raúl Alfonsín en la presidencia, se pronunció a favor de políticas de ajuste fiscal que contemplaban las privatizaciones de algunas empresas públicas como por ejemplo, en el caso de la provincia de Córdoba, la Empresa Provincial de Energía de Córdoba (E.P.E.C.). 
En 1989 Angeloz impulsó una reforma económica y administrativa, a través de la sanción de la ley 7850, cuyos pilares fueron la desregulación laboral de los agentes del Estado, la descentralización administrativa y la privatización de servicios públicos. Los objetivos de esta ley fueron incorporar capitales privados y redefinir las funciones del Estado. La mayor participación de capitales privados se dio en la obra pública; en este plano el gobernador se vio envuelto en varios hechos de corrupción y denunciado por enriquecimiento ilícito. Fue denunciado además como autor intelectual del asesinato del exsenador radical y directivo de EPEC, Regino Maders. En julio de 1995, cinco meses antes de terminar su mandato, dejó el gobierno en medio de protestas sociales por la aguda crisis económica que atravesaba la provincia; las manifestaciones que incluyeron la quema de la Casa Radical.

### Ramón Mestre
Ramón Mestre fue elegido como el candidato del radicalismo para suceder a un desgastado Angeloz. Ganó la elección provincial de 1995 con el 47,19% de los votos. Mestre asumió en medio de una severa crisis económica. En su primer día de gobierno, Mestre envió a la Legislatura local dos proyectos de ajuste que incluían una quita del 30% en los salarios de los empleados estatales, y una reducción del horario laboral del 40%. El gobierno nacional que encabezaba Carlos Menem le otorgó un crédito de 70 millones de dólares bajo la condición de que Córdoba firmara el Pacto Fiscal. Mestre incumplió el pacto - en especial en referencia a las privatizaciones - con lo que la provincia acumuló un déficit de 1.200 millones de dólares. En 1995 llevó adelante una reforma previsional que un recorte de alrededor de 18 por ciento en los haberes. 
El 25 de agosto de 1996 tuvo lugar la mayor manifestación de protesta sindical desde el regreso de la Democracia, cuando 50.000 personas marcharon por la capital mediterránea en contra de la reforma educativa de Mestre.

El 15 de agosto de 1998, junto a sus pares de a Santa Fe y a Entre Ríos firmó el tratado de creación de la Región Centro.

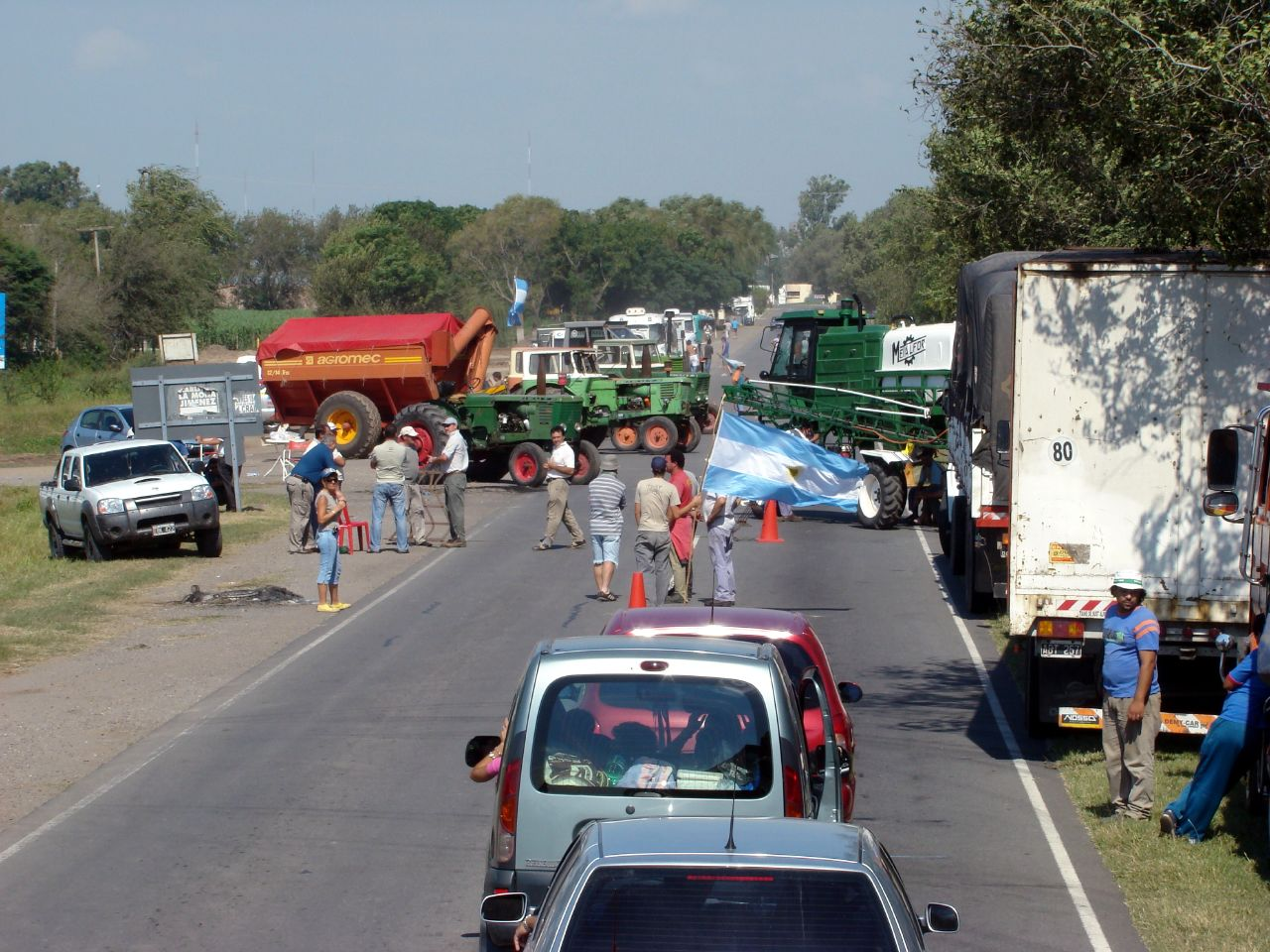
Corte de ruta de los productores agropecuarios sobre la Ruta Nacional 9, en jurisdicción de Oliva, provincia de Córdoba (cerca de Villa María).

## sigloXXI
En 1999 llega al cargo de Presidente de la Nación Argentina el cordobés Fernando de la Rúa, pero en 2001, ante la grave crisis socioeconómica del país, el 21 de diciembre de ese año renuncia.

### José Manuel de la Sota
En 1999 asume como gobernador el peronista José Manuel de la Sota. Las cuentas fiscales lo obligaron en el 2000 a la emisión de cuasimoneda -las Letras de Cancelación de Obligaciones de Córdoba (Lecor)- para no caer en cesación de pagos. En materia de impuestos, el gobernador cumplió su promesa electoral de recortar en un 30 % los impuestos provinciales -inmobiliario Urbano y Rural, Ingresos Brutos y Sellos- con la firma del decreto n.º 1538/99. En cuanto al Impuesto Inmobiliario Rural, de la Sota mantuvo la valuación fiscal vigente desde 1993 sin variaciones.
De la Sota impulsó la reforma a la Constitución de la provincia de Córdoba de 2001 que estableció un nuevo mecanismo de representación legislativo -estableció el Sistema Parlamentario Unicameral-, modificó la forma de nominación de candidatos a cargos públicos electivos y la supresión de privilegios parlamentarios.
Fue reelecto en 2003 para un nuevo mandato hasta 2007 y luego en el período 2011-2015. 
En la madrugada del 3 de diciembre de 2013 un centenar de oficiales de la Policía de la Provincia de Córdoba se acuarteló por motivos de un aumento salarial. Durante el día los efectivos acuartelados aumentaron, y al llegar la noche, con la ciudad desprotegida y liberada, el descontrol y vandalismo se apoderó de las calles de la capital produciéndose saqueos y robos en la mayoría de los comercios y supermercados de diversos barrios, lo que produjo que vecinos y parte de la comunidad comenzaran a formar barricas y a defender sus negocios armados, provocándose linchamientos y enfrentamientos. En el mediodía del 4 de diciembre de 2013, y luego de 35 horas de violencia, saqueos y destrozos, el gobernador José Manuel de la Sota anunció un acuerdo con los policías acuartelados que volvieron a patrullar las calles, poniendo fin a uno de los momentos más trágicos de la historia de Córdoba. Los acontecimientos sucedidos el 3 y 4 de diciembre de 2013 dejaron un muerto, más de 300 heridos, 1000 locales saqueados, decenas de detenidos y pérdidas millonaria de más de 400 millones de pesos. A partir del año 2014 y por aprobación de la legislatura provincial, cada 4 de diciembre se conmemora el "Día del Reencuentro", para reflexionar sobre los acontecimientos sucedidos.

### Juan Schiaretti
El escrutinio provisorio de 2007 arrojó una victoria para Juan Schiaretti por el escaso margen de 1,17% a favor. El derrotado Luis Juez presentó a la justicia acusaciones de que se habría cometido fraude electoral, solicitando la apertura de todas las urnas y el recuento de todos los votos. El escrutinio definitivo, efectuado por la Junta Electoral con participación y observación de los fiscales partidarios, estableció la victoria de Schiaretti. En 2015 fue elegido nuevamente como gobernador, luego de un nuevo período de De la Sota en el medio. En 2019 fue reelecto para un nuevo mandato hasta 2023.
Durante el año 2008 hubo cortes de ruta en Córdoba y otras provincias con motivo de un paro patronal agropecuario de los sectores de producción agrícola. Dicho tema motivó que el gobernador Schiaretti se distanciara de la presidenta Cristina Fernández. Los dos primeros años se caracterizaron por un período de fuerte austeridad en las cuentas públicas, destacando la sanción de la Ley de Emergencia Previsional el 31 de julio de 2008. Uno de los ejes de sus gestiones es la obra pública, llevando adelante obras en cloacas, puentes, autovías, gasoductos y nuevas rutas.